# أومبرتو باربارو
أومبرتو باربارو (بالإيطالية: Umberto Barbaro)‏ هو كاتب سيناريو ومترجم وناقد سينمائي ومونتير ومخرج إيطالي، ولد في 3 يناير 1902 في أتشيريالي في إيطاليا، وتوفي في 19 مارس 1959 في روما في إيطاليا.

## وصلات خارجية
- أومبرتو باربارو على موقع IMDb (الإنجليزية)
- أومبرتو باربارو على موقع روتن توميتوز (الإنجليزية)
- أومبرتو باربارو على موقع ألو سيني (الفرنسية)
- أومبرتو باربارو على موقع قاعدة بيانات الفيلم (الإنجليزية)
- أومبرتو باربارو على موقع كينوبويسك (الروسية)